# NGC 1257
NGC 1257 — двойная звезда в созвездии Персей.
Этот объект входит в число перечисленных в оригинальной редакции «Нового общего каталога».
Гийом Бигурдан наблюдал этот объект в течение двух ночей, но записал его координаты лишь один раз. Точка, расположенная по ним, находится в 1' от пары звёзд, рядом с которой находятся ещё две звезды (Бигурдан отметил, что рядом с объектом по бокам есть две звёзды), поэтому идентификация NGC 1257 считается несомненной.